# Papa Bento XIV
Bento XIV (em latim: Benedictus XIV), nascido Prospero Lorenzo Lambertini; (Bolonha, 31 de março de 1675 — Roma, 3 de maio de 1758) foi o Papa da Igreja Católica e Soberano dos Estados Papais de 17 de agosto de 1740 até a data de sua morte. Foi eleito com 50 votos entre 51 votantes do longo conclave de 1740.
Talvez um dos melhores eruditos a se sentar no trono papal, mas muitas vezes esquecido, ele promoveu o aprendizado científico, as artes barrocas, o revigoramento do tomismo e o estudo da forma humana. Firmemente comprometido em cumprir os decretos do Concílio de Trento e os autênticos ensinamentos católicos, Bento XIV removeu as alterações feitas anteriormente no Breviário, procurou pacificamente reverter o crescente secularismo nos tribunais europeus, revigorou as cerimônias com grande pompa e, ao longo de sua vida e seu reinado, publicou numerosos tratados teológicos e eclesiásticos. Ao governar os Estados Papais, ele reduziu a tributação de alguns produtos, mas também aumentou os impostos sobre outros; ele também incentivou a agricultura e apoiou o livre comércio nos Estados Papais. Estudioso, ele criou os Museus Sagrados e Profanos, agora parte do atual Museu do Vaticano. Bento XIV, em certa medida, pode ser considerado um polímata devido a seus numerosos estudos de literatura antiga, à publicação de livros e documentos eclesiásticos, ao seu interesse no estudo do corpo humano e à sua devoção à arte e à teologia.
Horace Walpole o descreveu como "amado por papistas, estimado por protestantes, um padre sem insolência ou interesse, um príncipe sem favoritos, um papa sem nepotismo, um autor sem vaidade, um homem a quem nem o intelecto nem o poder poderiam corromper".

## Início da vida

### Nascimento e estudos
Lambertini nasceu em uma família nobre de Bolonha, o terceiro de cinco filhos de Marcello Lambertini e Lucrezia Bulgarini. Na época de seu nascimento, Bolonha era a segunda maior cidade dos Estados Papais. Seus primeiros estudos foram com tutores e, em seguida, ele foi enviado ao Convitto del Porto, com equipe dos Padres Somaschi. Aos 13 anos, começou a frequentar o Collegio Clementino em Roma, onde estudou retórica, latim, filosofia e teologia (1689-1692). Durante seus estudos quando jovem, ele frequentemente estudava as obras de São Tomás de Aquino, quem era seu autor e santo favorito. Enquanto ele estudava no Collegio Clementino, sua atenção se voltou para o direito civil e canônico. Logo depois, em 1694, aos dezenove anos, recebeu o diploma de Doutor em Teologia Sagrada e Doutor Utriusque Juris (direito eclesiástico e civil).

### Carreira eclesiástica
Lambertini tornou-se assistente de Mons. Alessandro Caprara, o Auditor da Rota. Após a eleição do Papa Clemente XI, em novembro de 1700, ele se tornou um defensor consistorial em 1701. Pouco tempo depois, foi criado um Consultor da Suprema Congregação Sagrada da Inquisição Romana e Universal e, em 1708, Promotor da Fé. Como promotor da fé, ele alcançou dois grandes sucessos. O primeiro foi a canonização de Papa Pio V. O segundo foi a composição de seu tratado sobre o processo de beatificação e canonização dos santos.
Em 1712, Lambertini foi nomeado Canon Theologus do Capítulo da Basílica do Vaticano e membro da Sagrada Congregação de Ritos; em 1713 ele foi nomeado monsenhor; e em 1718 secretário da Sagrada Congregação do Conselho.
Em 12 de junho de 1724, apenas duas semanas após sua eleição, o Papa Bento XIII nomeou Lambertini bispo titular de Teodósia. Foi consagrado bispo em Roma, na Capela Paulina do Palácio do Vaticano, em 16 de julho de 1724, pelo Papa Bento XIII. Os co-consagradores foram Giovanni Francesco Nicolai, arcebispo titular de Myra (vigário da Basílica do Vaticano) e Nicolo Maria Lercari, arcebispo titular de Nazianzus (maestro papal de câmera). Em 1725, ele serviu como canonista no Sínodo Romano do Papa Bento XIII.
Em 1718, o Istituto delle scienze ed Arti Liberali, em Bolonha, iniciou a construção de uma capela para a comodidade cotidiana dedicada à Anunciação da Virgem Maria. Em 1725, o bispo Prospero Lambertini, que trabalhava na Cúria Romana, mas estava consciente de suas origens, mandou pintar a capela. Ele entregou o trabalho a Carlo Salarolo, que tinha as paredes da capela decoradas. Lambertini também encomendou e pagou pela pintura acima do altar principal, uma imagem da Virgem sendo saudada pelo anjo, obra de Marcantonio Franceschini.
Ele foi nomeado bispo de Ancona em 27 de janeiro de 1727 e foi autorizado a manter o título de arcebispo, bem como todos os ofícios que ele já havia sido concedido. Ele também foi autorizado a continuar como Abade Comendatário do mosteiro camaldulense de S. Stefano di Cintorio (Cemeterio) na diocese de Pisa. Em 1731, o novo bispo teve o altar principal e o coro da catedral restaurados e reformados. Depois que se tornou papa, Lambertini lembrou-se de sua ex-diocese, enviando um presente anual à Igreja de Ancona, de vasos sagrados de ouro ou prata, compromissos em altar, vestimentas e outros itens.

### Cardeal
O arcebispo Lambertini foi criado Cardeal In pectore em 9 de dezembro de 1726, embora o anúncio público da sua promoção foi adiado até 30 de abril de 1728. Ele foi atribuído a igreja titular de Santa Cruz de Jerusalém em 10 de maio de 1728. Ele participou o conclave de 1730.
Em 30 de abril de 1731, o cardeal Lambertini foi nomeado arcebispo de Bolonha pelo Papa Clemente XII. Durante seu tempo como arcebispo, ele compôs um extenso tratado em três volumes, De synodo dioecesana, sobre o tema do sínodo diocesano, apresentando uma síntese da história, direito canônico, práticas e procedimentos para a realização daqueles importantes. reuniões do clero de cada diocese. Ele estava de fato preparando o terreno para a realização de um sínodo próprio para a diocese de Bolonha, uma expectativa que ele anunciou pela primeira vez em uma Notificação de 14 de outubro de 1732. Quando a primeira edição do De synodo foi publicado em 1748, no entanto, o sínodo ainda não havia ocorrido. Ele continuou no escritório do arcebispo de Bolonha, mesmo depois que se tornou papa, não renunciando finalmente até 14 de janeiro de 1754.

## Eleição para o papado

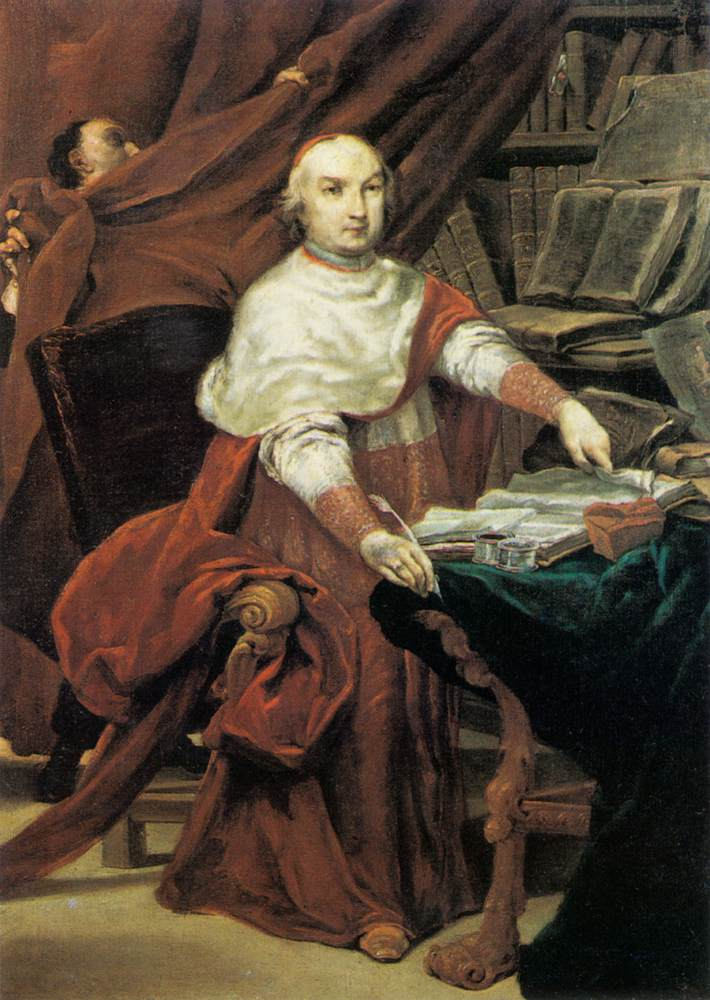
Cardeal Lambertini c. 1740

Após a morte do Papa Clemente XII, em 6 de fevereiro de 1740, o cardeal Lambertini compareceu ao conclave papal para escolher um sucessor. O Conclave abriu em 18 de fevereiro, mas Lambertini não chegou até 5 de março. Ele não era um dos 'papabili', não sendo um dos favoritos de nenhuma das facções (imperialistas, espanhóis, franceses, Zelanti). O Conclave durou seis meses. No início, o cardeal Pietro Ottoboni, reitor do Colégio Sagrado, foi escolhido para ser eleito, mas vários cardeais se opuseram a ele porque ele era o protetor da França na Cúria Papal. Sua morte, em 29 de fevereiro de 1740, o eliminou da consideração.
O cardeal Domenico Riviera de Urbino recebeu um número respeitável de votos por um tempo e, em julho, o cardeal Pompeio Aldrovandi, de Bolonha. Ele tinha inimigos, no entanto, que reuniram votos suficientes para garantir que ele nunca conseguiria os dois terços necessários para ser eleito. Seu maior inimigo, o cardeal Camerlengo Annibale Albani, preferiu apoiar o cardeal Giacomo de Lanfredini, de Florença, que trabalhou em Roma na Cúria. Em meados de agosto, Albani pediu ao líder da facção imperialista, cardeal Niccolò del Giudice, que refletisse sobre Lambertini. Após longas deliberações, Lambertini foi apresentado aos eleitores cardeais como candidato a compromisso, e é relatado que ele disse aos membros do Colégio de Cardeais: "Se você deseja eleger um santo, escolha Gotti; um estadista, Aldrovandi; homem honesto, eu. " Vincenzo Ludovico Gotti (1664-1742) foi professor de filosofia no College of Saint Thomas, e talvez o principal tomista de seu tempo. O cardeal Aldrovandi era advogado canônico.
Esse gracejo parece ter ajudado sua causa, que também se beneficiou de sua reputação de aprendizado profundo, gentileza, sabedoria e conciliação em políticas. Na noite de 17 de agosto de 1740, no 255º escrutínio, ele foi eleito papa e assumiu o trono de Bento XIV em homenagem ao Papa Bento XIII. Ele foi coroado em 21 de agosto de 1740. Em 30 de agosto de 1740, as famosas estruturas barrocas efêmeras do Festival da Chineia e o arco triunfal de Bento XIV foram erguidos por Carlos III de Espanha, então rei de Nápoles e papal. vassalo.[carece de fontes?]

## Pontificado

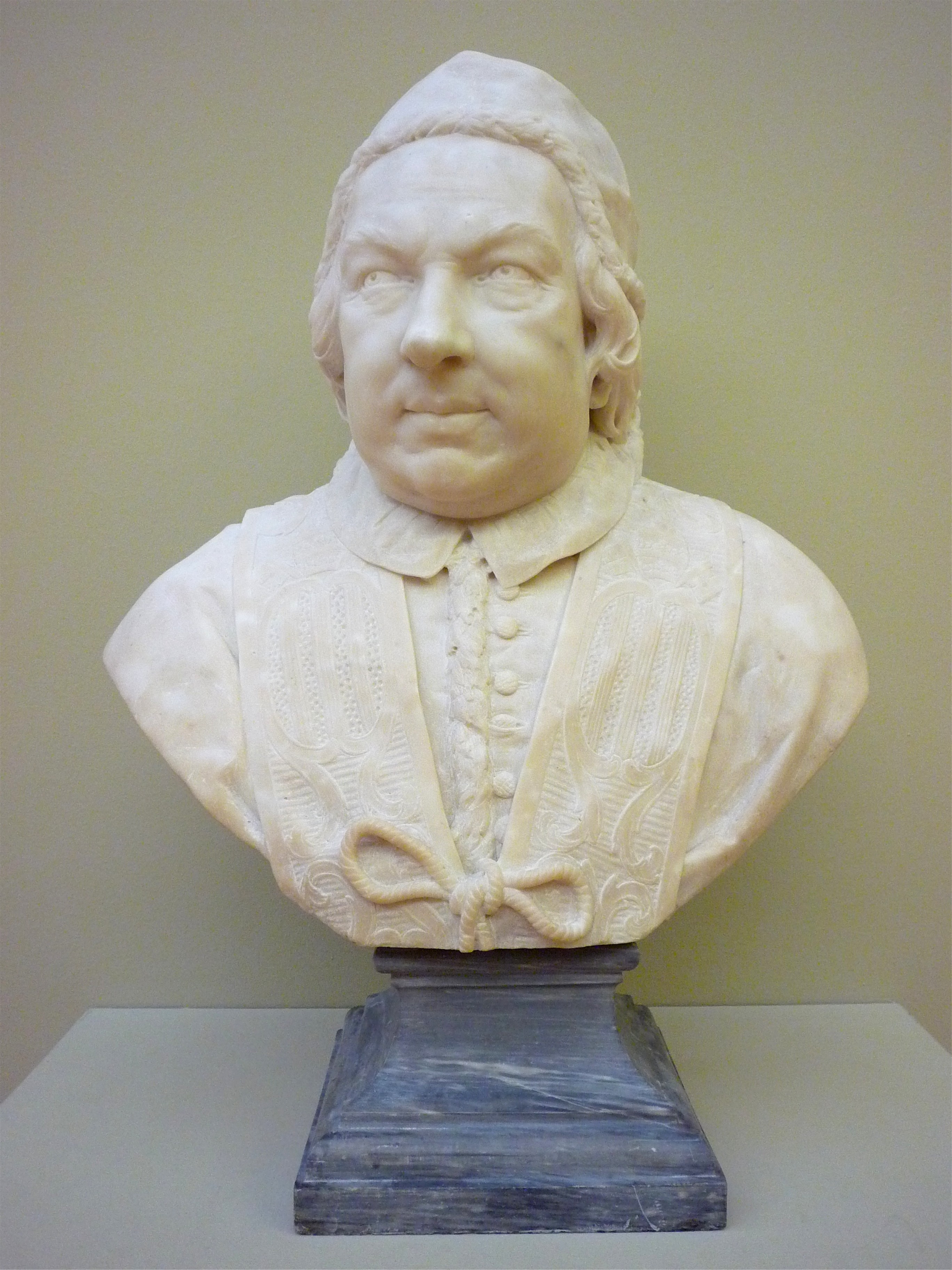
Busto de Bento XIV por Pietro Bracci, Museu de Grenoble

O papado de Bento XIV começou em um momento de grandes dificuldades, alimentado pelo anticlericalismo e causado principalmente pelas disputas entre governantes católicos e o papado sobre as demandas governamentais de nomear bispos, em vez de deixar a nomeação para a Igreja. Ele conseguiu superar a maioria desses problemas - as disputas da Santa Sé com o Reino de Nápoles, Sardenha, Espanha, Veneza e Áustria foram resolvidas.

### Pastoralis Romani Pontificis
A constituição apostólica Pastoralis Romani Pontificis, que foi a revisão de Bento XIV da anatematização tradicional de Coena Domini, foi promulgada em 30 de março de 1741. Nela, Bento XIV excomungou novamente todos os membros das seitas protestantes, incluindo luteranos, calvinistas, seguidores de Zuinglio e huguenotes. Ele ordenou que os conselhos ecumênicos não fossem recorridos pelos oponentes das decisões papais. Sua cláusula mais ofensiva foi §20:
Excomungamos todos que, por si mesmos ou outros, direta ou indiretamente, sob qualquer título ou pretexto, presumam invadir, destruir, ocupar e confiscar, totalmente ou em parte, a cidade de Roma, o Reino da Sicília, as ilhas de Sardenha e Córsega, a Marca de Ancona, Massa Trebaria, Romanha, Campagna e as províncias marítimas e seus territórios e locais, e os territórios sob comissão especial dos Arnulfi, e nossas cidades de Bolonha, Cesena, Rimini, Benevento, Perugia, Avignon, Citta di Castello, Todi, Ferrara, Comachio, e outras cidades, territórios e locais, ou direitos, pertencentes à Igreja Romana, mediata ou imediatamente sujeitos à referida Igreja Romana; e igualmente aqueles que pretendem usurpar de fato, perturbar, reter ou de várias maneiras perturbar a jurisdição suprema, pertencente a nós e à referida Igreja Romana; e igualmente seus adeptos, patronos e protetores, ou aqueles que os ajudam, aconselham ou incentivam de qualquer maneira.
Essa cláusula, se aplicada, excomungava os governos da Espanha, França e Império, além de príncipes menores que mantinham, sem concessão ou investidura papal, território reivindicado pelo papado. A bula recebeu um sorriso até do papa Bento XIV, que disse uma vez: "Gosto de deixar os relâmpagos do Vaticano adormecidos". Sua aplicação ao ducado de Parma pelo papa Clemente XIII em 1768 teve grandes consequências, incluindo o início das expulsões de jesuítas de estados europeus.

### Finanças
No início de seu reinado, o governo papal estava endividado, no valor de 56 000 000 de scudi, e apresentava um déficit anual de mais de 200 000 scudi. Bento tentou melhorar as finanças dos Estados papais, mas mesmo com sua morte o governo ainda estava com déficit. Sua maior economia foi a redução no tamanho do exército papal, que se tornou ineficaz em termos da prática militar contemporânea, mesmo em manter a ordem dentro dos Estados papais; e ele reduziu severamente o pagamento de oficiais e soldados. Ele instituiu economias em sua própria casa e na burocracia, mas estas eram insignificantes em termos de dívida e déficit. Em 1741, a conselho do cardeal Aldovrandini (que quase fora eleito papa em vez de Bento), instituiu um novo imposto, uma obrigação sobre papel carimbado em documentos legais; não produziu a receita esperada e foi abolida em 1743. Ele reduziu os impostos sobre o gado importado, o petróleo e a seda crua, mas impôs novos impostos sobre o cal, a argila da porcelana, o sal, o vinho, a palha e o feno. Em 1744, ele levantou impostos sobre a terra, aluguéis de casas, subsídios feudais a barões e pensões derivadas de prebends.
Apesar desses problemas fiscais, o papado conseguiu comprar duas fragatas na Inglaterra e, em abril de 1745, Bento batizou pessoalmente uma cozinha, chamada Benedetta, que ele ordenou que construísse. Ele também ordenou a modernização do porto de Anzio, mas o trabalho era tão caro que teve que ser abandonado em 1752.
Ele incentivou a agricultura e o livre comércio e cortou drasticamente o orçamento militar, mas foi incapaz de reformar completamente o governo, ainda corrupto dos papados anteriores. Na Universidade de Bolonha, ele reviveu a prática de estudos anatômicos e estabeleceu uma cadeira de cirurgia. Ele tinha uma visão clara dos problemas eclesiásticos, tinha respeito pelas opiniões divergentes e uma capacidade de distinguir entre dogma e teoria.

### Outras atividades
Em 22 de dezembro de 1741, Bento XIV emitiu a bula Immensa Pastorum Principis e enviou um breve apostólico aos bispos do Brasil e ao rei João de Portugal, contra a escravização dos povos indígenas das Américas e de outros países. Excomungava qualquer pessoa que, por qualquer motivo, escravizara um brasileiro nativo. Não abordava o caso dos africanos negros. A bula ordenava que os jesuítas parassem de se envolver no comércio, o que era estritamente proibido por seus próprios estatutos, e de se intrometer na política. A bula ficou sem efeito no Brasil.
A Constituição Apostólica Sacramentorum Poenitentiae de 1741 atribuiu à Sagrada Congregação Suprema da Inquisição Romana e Universal a responsabilidade de salvaguardar a santidade do sacramento da penitência.
Em 18 de maio de 1743, Bento XIV assinou um documento dirigido aos arcebispos e bispos do Reino da Polônia sobre o casamento, comunicando sua insatisfação com a dissolução dos casamentos cristãos, mesmo os de longa duração, pelos tribunais eclesiásticos da Polônia sem causa devida ou violação da lei canônica. Surgem problemas do que é chamado de "casamentos clandestinos", um acordo secreto entre parceiros, geralmente com o objetivo de se casar com uma pessoa de escolha em vez de entrar em um "casamento arranjado".
Bento XIV também foi responsável, juntamente com o cardeal Passionei, pelo início do catálogo dos manuscritos orientais na Biblioteca do Vaticano. O papa adicionou cerca de 3 300 de seus próprios livros à coleção. Em 1741, a coleção de manuscritos relacionados à religião e à história chinesas foi deixada na Biblioteca do Vaticano por legado de Mons. Fouchet, um ex-missionário. Durante seu reinado, a biblioteca do marquês Alessandro Capponi foi adquirida por meio de legado. A coleção do antiquário Filippo Stosch de Florença também chegou à Bibliotheca Apostolica Vaticana após sua morte, incluindo uma grande coleção de manuscritos que remontam ao século XII.
Em 1747, Bento XIV promulgou a bula Postremo mense superioris anni , que resumia e reafirmava certos aspectos do ensino católico sobre o batismo infantil, em particular que 1) geralmente não é lícito batizar um filho de uma família judia sem o consentimento dos pais; 2) é lícito batizar uma criança judia em risco de morte sem o consentimento dos pais, 3) uma vez que esse batismo tenha ocorrido (lícito ou não), as autoridades eclesiásticas têm o dever de remover a criança da custódia de seus pais, a fim de fornecê-la uma educação cristã.
Em 5 de maio de 1749, o Papa Bento XIV declarou um Ano Santo, começando na véspera de Natal de 1749 e estendendo-se ao longo do ano seguinte até o Natal de 1750. Durante o mês de abril de 1750, 43 mil refeições foram servidas aos pobres da região. Hospital de Trinita. Mais tarde naquele ano, o papa proibiu jogos de cartas.

### Ritos orientais
Desde seus dias como consultor no Santo Ofício (Inquisição), Bento esteve envolvido em questões relacionadas às missões, tanto aqueles que buscavam converter os não-cristãos quanto aqueles que procuravam reconciliar hereges e cismáticos com a Igreja Romana. Uma preocupação eram os cristãos coptas no alto Egito, onde os esforços para buscar a união com o patriarca copta não foram bem-sucedidos. Números de sacerdotes e leigos coptas haviam entrado em união com Roma, mas não tinham bispo para atender às suas necessidades. Na bula Quemadmodum ingenti de 4 de agosto de 1741, Bento XIV confiou seus cuidados ao único bispo copta que estava em união com Roma, o patriarca Atanásio de Jerusalém, que recebeu amplos poderes para supervisionar os coptas unidos no Egito.
Em sua encíclica, Allatae Sunt , promulgada em 26 de julho de 1755, e enviada aos missionários que trabalham sob a direção da Congregação de Propaganda Fide, o Papa Bento XIV abordou os numerosos problemas que surgem no trato com o clero e os leigos pertencentes a vários ritos orientais, particularmente os ritos armênio e siríaco. Ele lembrou aos missionários que eles estavam convertendo pessoas de cisma e heresia:
Também queríamos deixar claro para toda a boa vontade que a Sé Apostólica sente pelos católicos orientais ao ordená-los a observar completamente seus ritos antigos que não estão em desacordo com a religião católica ou com a propriedade. A Igreja não exige que os cismáticos abandonem seus ritos quando retornam à unidade católica, mas apenas que eles juram e detestam a heresia. Seu grande desejo é a preservação, não a destruição de diferentes povos - em suma, que todos sejam católicos e não todos latinos.
Bento XIV, no entanto, ecoando as palavras do Papa Gelásio I, proibiu universalmente a prática de mulheres servindo o sacerdote no altar, observando que a prática havia se espalhado para certos ritos orientais.

### Ritos chineses e rituais de Malabar
Ele tinha um papado muito ativo, reformando a educação dos sacerdotes, o calendário de festas da Igreja e muitas instituições papais. Talvez o ato mais importante do pontificado de Bento XIV tenha sido a promulgação de suas famosas leis sobre missões nas duas bulas, Ex quo singulari (11 de julho de 1742) e Omnium sollicitudinum (12 de setembro de 1744). Nessas bulas, ele regia o costume de acomodar palavras e usos não-cristãos para expressar ideias e práticas cristãs das culturas nativas, que haviam sido extensivamente realizadas pelos jesuítas em seus índios e missões chinesas. Um exemplo disso são as estátuas dos antepassados - havia muito tempo incerto se a honra dada aos antepassados era inaceitável "adoração aos antepassados " ou se era algo mais como a veneração católica dos santos. Esta questão foi especialmente urgente no caso de um ancestral conhecido por não ser cristão. A escolha de uma tradução chinesa para o nome de Deus também havia sido debatida desde o início do século XVII. Bento XIV denunciou essas práticas nessas duas bulas. A consequência disso foi que muitos desses convertidos deixaram a Igreja.
Durante seu papado, Bento XIV encomendou uma equipe de arquitetos, liderada por Nicola Salvi e Luigi Vanvitelli, para projetar um grande palácio que seria 'mais complexo e com maior estilo barroco do que a caixa de um palácio que Vanvitelli projetou em Caserta'. O palácio deveria ser construído ao sul da Basílica de São Pedro, mas nunca foi construído, pois os planos foram silenciosamente ignorados pelo sucessor de Bento XIV, Papa Clemente XIII. Eles foram criados mais uma vez por Papa Pio VI no final de seu papado, mas tiveram que parar devido à possibilidade de invasão. Em 15 de dezembro de 1744, Bento XIV abençoou a capela barroca (Capela de São João Batista) em Sant'Antonio dei Portoghesi em Roma, com mosaicos nas laterais, no chão e na parede atrás do altar de pedras semipreciosas. A capela, encomendada pelo rei João V de Portugal em 1740, foi projetada por Nicola Salvi e Luigi Vanvitelli. Quando concluído, foi enviado para Portugal para ser colocado na Igreja de São Roque, a igreja jesuíta em Lisboa.

### Consistórios
Bento XIV criou 64 cardeais em sete consistórios; entre os novos cardeais que ele elevou ao cardinalato estava Henrique Benedito Stuart (1747). O papa também reservou um cardeal in pectore e revelou esse nome posteriormente, validando a criação.

### Canonizações e beatificações
O papa canonizou sete santos durante seu pontificado, incluindo Camilo de Lellis e Fiel de Sigmaringa. Ele também beatificou vários indivíduos, como Carlos Magno e Niccolò Albergati.

## Morte e enterro

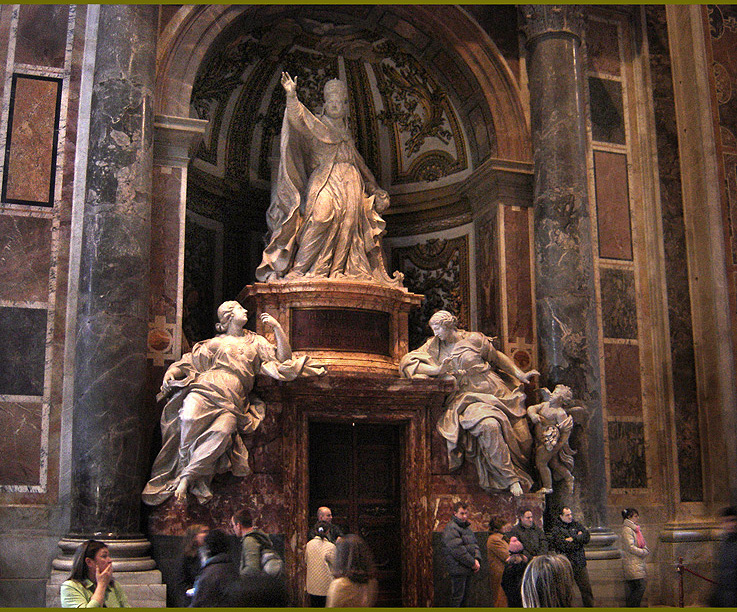
Túmulo de Bento XIV, Basílica de São Pedro

Bento XIV sofria de problemas renais há anos. Sua saúde piorou em 1758 e, após uma batalha contra a gota, ele morreu em 3 de maio de 1758, aos 83 anos.  Suas palavras finais para aqueles que o cercavam no leito de morte foram: "Deixo você nas mãos de Deus".
Apesar dessas palavras, o papa teria recitado a famosa frase em latim “Sic transit gloria mundi” antes de acrescentar de forma pungente “Agora caio no silêncio e no esquecimento, o único lugar que me pertence”.
Bento XIV demonstrou originalmente sintomas de doença em 26 de abril de 1758, depois de ter se recuperado de uma doença grave que incluía gota naquele mês de fevereiro. No entanto, uma febre contraída agravou sua asma e ele teve dificuldade para urinar. No entanto, sua condição piorou rapidamente nos dias seguintes, depois que a gota e a doença renal contraída aumentaram seu sofrimento. Apesar disso, seu apetite não diminuiu, o que foi interpretado como um sinal de que ele poderia se recuperar da doença. No entanto, em maio, a sua condição piorou consideravelmente, embora o papa tenha permanecido lúcido até o fim, capaz de conceder uma última bênção antes de morrer, em 3 de maio.
Após seu funeral, ele foi enterrado na Basílica de São Pedro e um grande catafalco foi erguido em sua homenagem.

## Ordenações[61]

### Ordenações diaconais
- Henrique Benedito Stuart † (1748)

### Ordenações presbíteros
- Emmanuel Ernst von Waldstein † (1740)
- Antonio Maria Ruffo † (1744)
- Henrique Benedito Stuart † (1748)

### Ordenações episcopais
Foi o principal sagrante dos seguintes bispos:
- Ottavio Ringhieri † (1736)
- Giovanni Battista Scarselli † (1740)
- Ludovico Merlini † (1740)
- Giorgio Doria † (1740)
- Pio Gallizia, B. † (1741)
- Ferdinando Romualdo Guiccioli, O.S.B. † (1741)
- Pierre François de Sales de Thorens † (1741)
- Giuseppe Filippo Porporato † (1741)
- Giambattista Pensa † (1741)
- Charles-François Cantoni † (1741)
- Michele Vittorio Villa † (1741)
- Carlo Felice Sanmartino † (1741)
- Giuseppe Filippo Felissano † (1741)
- Girolamo Curlo, C.R.M. † (1741)
- Francesco Landi † (1741)
- Josef Maria von Thun und Hohenstein † (1742)
- Silvestro Merani, O.S.A. † (1742)
- Nicola Manciforte † (1742)
- Giuseppe Gallarati † (1742)
- Juan Mateo López Sáenz, C.R.M. † (1742)
- Giuseppe Stella † (1742)
- Michele Maria Vincentini † (1742)
- Antonio Cantoni † (1742)
- Giuseppe Palma † (1743)
- Carlo della Torre Rezzonico † (1743)
- Giuseppe Pozzobonelli † (1743)
- Felice Amato † (1743)
- Gian Pietro Solaro † (1743)
- Martín Barcia Carrascal † (1743)
- Martino Ignazio Caracciolo † (1743)
- Filippo Acciaiuoli † (1743)
- Enrico Enríquez † (1743)
- Luigi Gualterio † (1744)
- Giuseppe Alfonso Miroglio † (1744)
- Giovanni Francesco Cavallini † (1744)
- Girolamo Spínola † (1744)
- Alessio Ignazio Marucchi † (1744)
- Paolo Francesco Giustiniani, O.F.M.Cap. † (1744)
- Gherardo Antonio Volpe † (1744)
- Antonio Marulli † (1745)
- Ignazio della Chiesa de Rodi † (1746)
- Pietro Cristiani † (1747)
- Giovanni Battista Minucci, O.F.M.Conv. † (1747)
- Carlo Vittorio Amedeo Ignazio delle Lanze † (1747)
- Giovanni Battista Spínola † (1752)
- Giovanni Carlo Molinari † (1754)
- Vincenzo Malvezzi Bonfioli † (1754)
- Carlo Camuzi † (1756)

E foi consagrante de:
- Ferdinando Agostino Bernabei, O.P. † (1728)